# Maria Medycejska
Maria Medycejska, wł. Maria de' Medici (ur. 26 kwietnia 1575 we Florencji, zm. 3 lipca 1642 w Kolonii) – toskańska księżniczka, córka pary wielkoksiążęcej Toskanii Franciszka I Medyceusza i Joanny Habsburżanki, córki cesarza rzymskiego Ferdynanda I Habsburga i królowej Anny Jagiellonki. Królowa Francji jako druga żona Henryka IV (od 1600). Sprawowała regencję w okresie małoletniości syna, Ludwika XIII.
Urodziła się we Florencji we Włoszech jako jedno z ośmiorga dzieci Franciszka I Medyceusza, wielkiego księcia Toskanii (1541–1587), i Joanny, arcyksiężniczki austriackiej (1547–1578). Tylko ona i jej siostra Eleonora Medycejska dożyły wieku dorosłego.

## Małżeństwo z Henrykiem IV

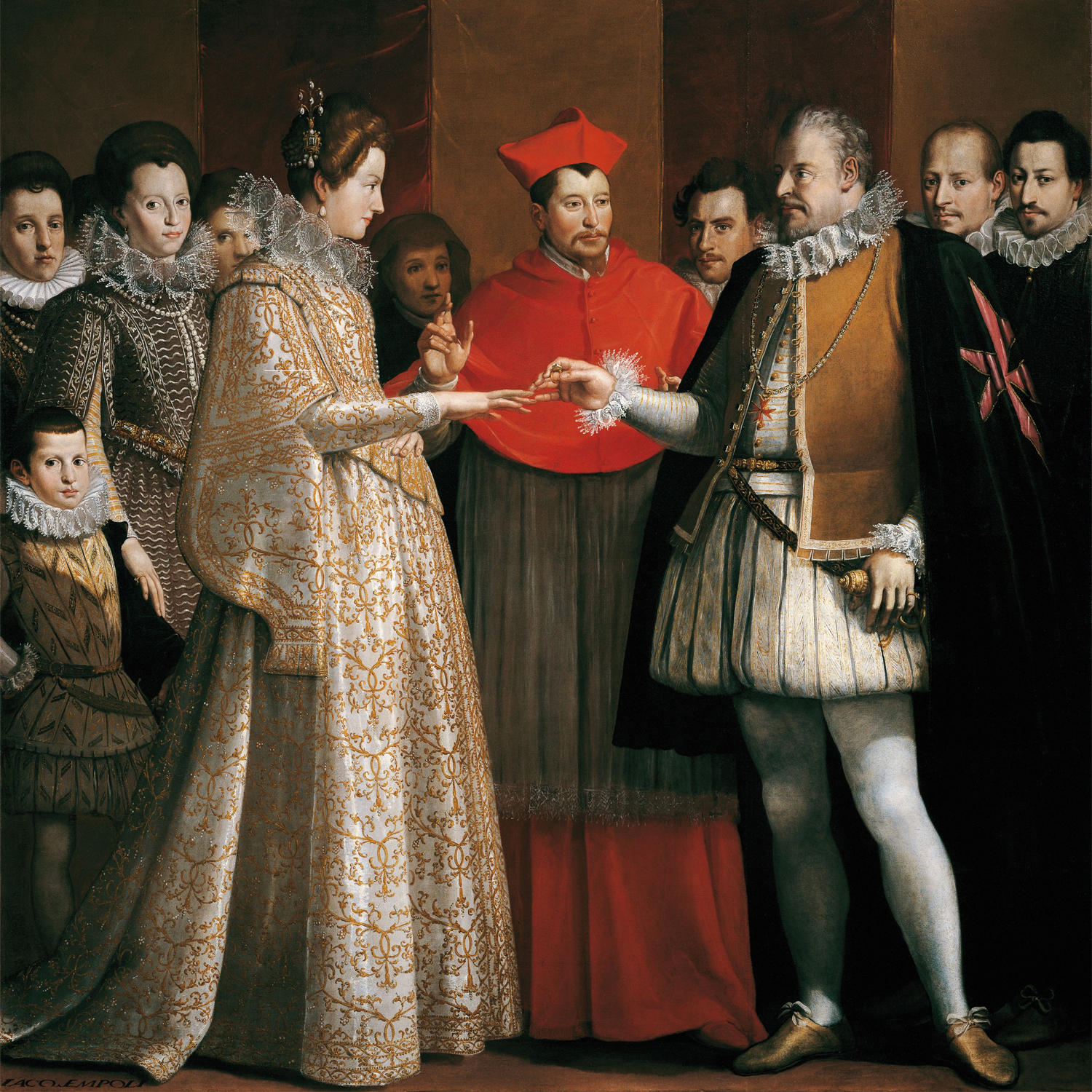
Ślub Henryka i Marii

5 sierpnia 1600 Maria poślubiła króla Henryka IV po jego rozwodzie z pierwszą żoną – Małgorzatą de Valois. Posag Marii pomógł Henrykowi spłacić długi.
Ich małżeństwo nie należało do szczęśliwych. Henryk miał wiele kochanek, których stałą obecność Maria zmuszona była znosić. Natomiast król gardził faworytem Marii, Concino Concinim, który otrzymał tytuł marszałka d'Ancre, oraz jego żoną. Mimo tego na świat szybko przyszedł następca tronu – Ludwik (27 września 1601). W ciągu dziesięciu lat małżeństwa Maria urodziła łącznie trzech synów i trzy córki, z których tylko jeden z synów nie dożył wieku dorosłego.
Za życia Henryka IV nie odgrywała praktycznie żadnej roli politycznej, jej jedyną zasługą – w oczach męża – było urodzenie następcy tronu. Tylko dzięki temu Henryk nie unieważnił ich małżeństwa – pomimo intryg i nalegań niektórych z jego kochanek.
Na początku XVII w. jej superintendante de la maison (ochmistrzynią dworu) była Anna d’Este.

## Regencja

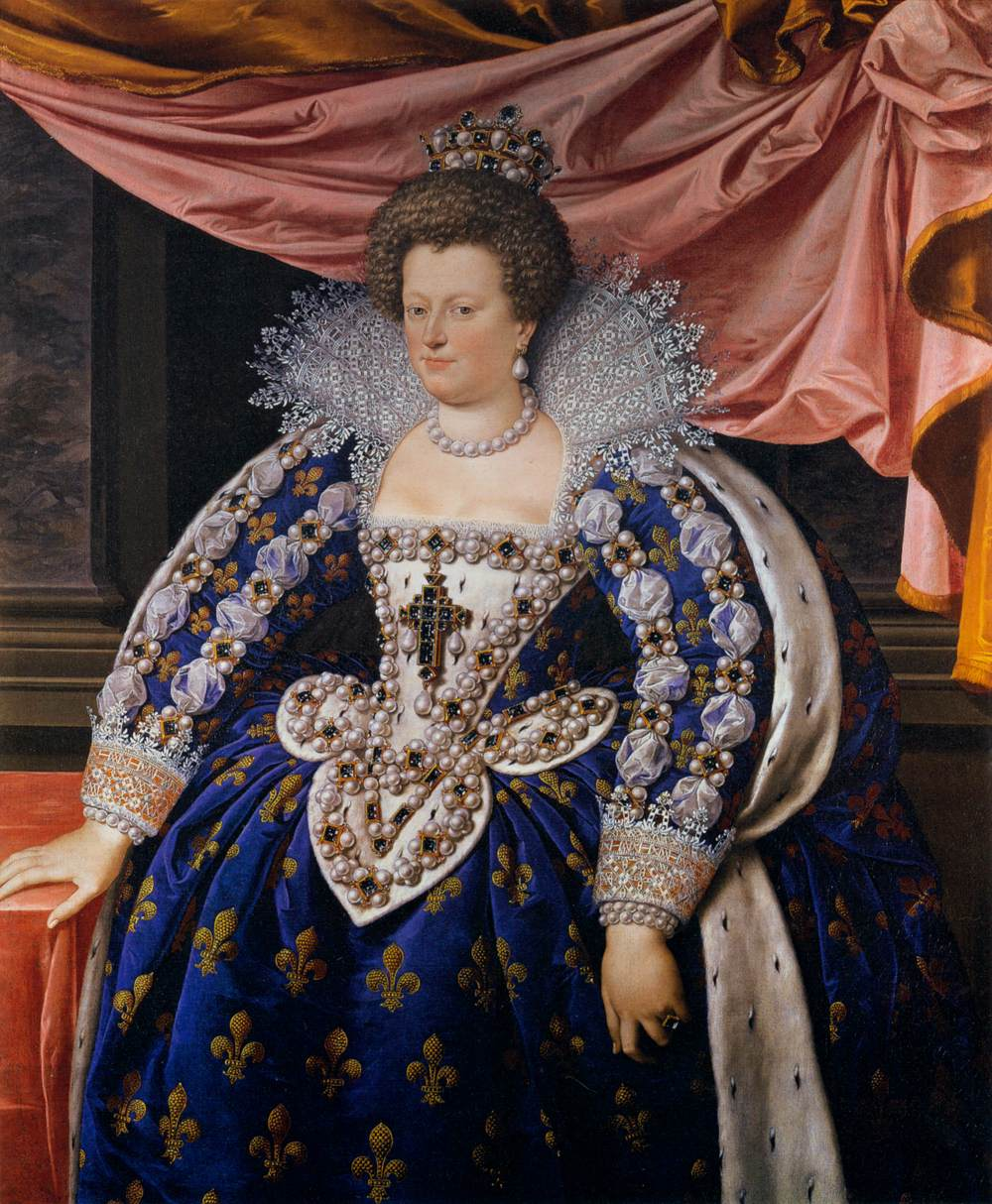
Maria Medycejska jako królowa Francji

Gdy 14 maja 1610 Henryk IV został niespodziewanie zamordowany, parlament paryski proklamował Marię regentką Francji w imieniu jej najstarszego syna Ludwika. Było to bezprecedensowe wydarzenie w historii Francji, które podniosło autorytet i suwerenność parlamentu paryskiego.
Maria w znacznej mierze porzuciła politykę swego męża. Jako zagorzała katoliczka odsunęła dawnych, hugenockich doradców Henryka, natomiast w polityce zagranicznej zwróciła się ku Hiszpanii i papiestwu. Zwrot ten zaowocował wkrótce małżeństwem młodego Ludwika XIII z hiszpańską księżniczką Anną Austriaczką, który odbył się 9 listopada 1615 roku. Rządy Conciniego były skrajnie niepopularne, a sama Maria znienawidzona przez starą arystokrację, która zwała ją „grubą bankierzycą”. Przez to polityka królowej i stronnictwa ultrakatolickiego (tzw. partii dévot) były chwiejne, a Maria musiała stale zwalczać silną opozycję magnacką. Mimo to, gdy we wrześniu 1614 formalnie uznano pełnoletniość Ludwika i zakończenie regencji, Maria zachowała swoje wpływy, gdyż w praktyce młody król nadal ulegał matce.
Usiłując podbudować prestiż monarchii królowa zwołała w 1614 ostatnie przed Wielką Rewolucją Stany Generalne. Jednak jedyny konsensus jaki osiągnęły powszechnie skłócone stany, to potępienie polityki Conciniego i samej Marii. Wkrótce jej polityka i intrygi zniechęciły jej własnego syna, który w roku 1617 wsparł spisek wymierzony w Conciniego i doprowadził do usunięcia matki z dworu. Maria została osadzona w areszcie domowym na zamku w Blois.

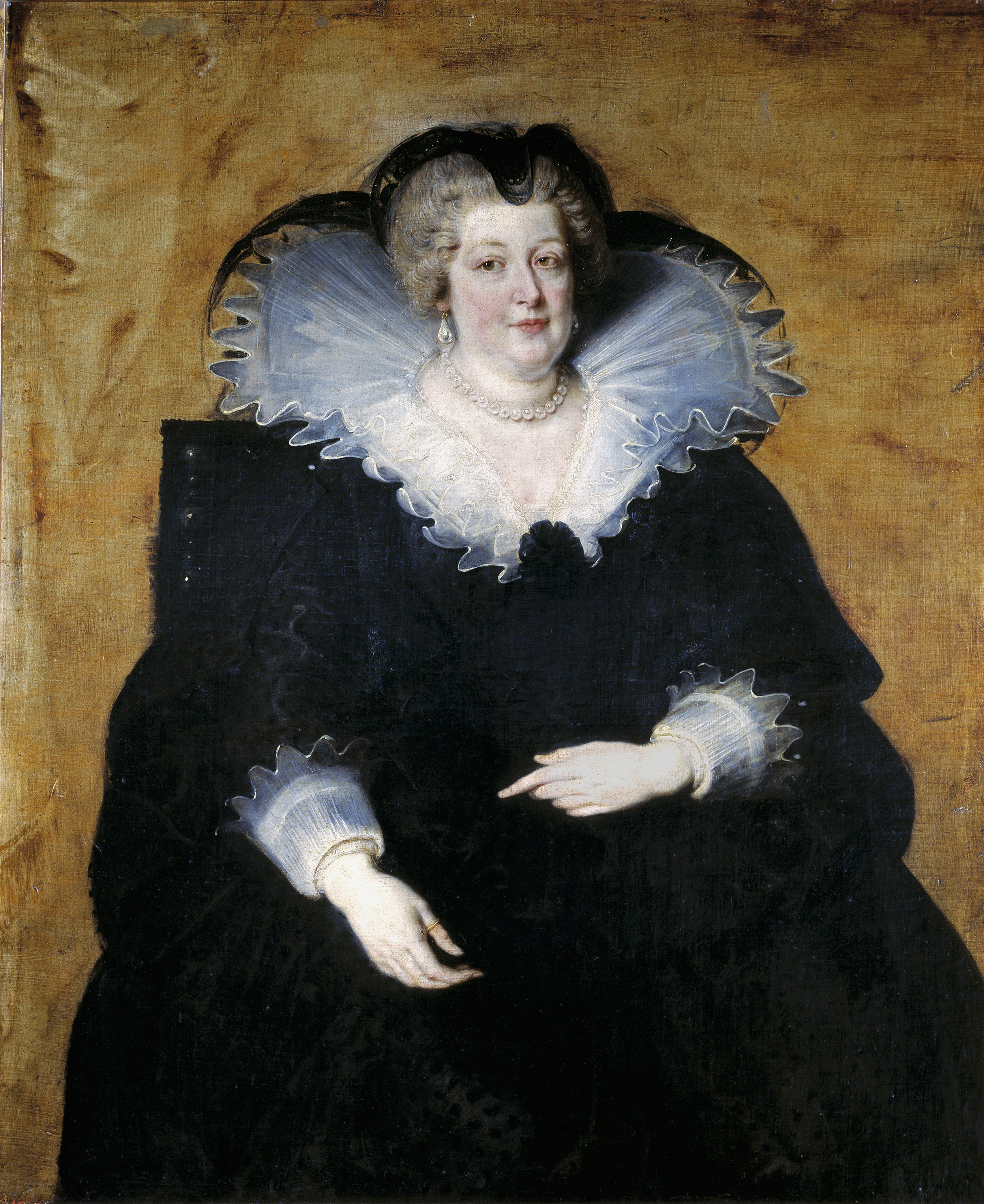
Królowa Maria Medycejska na obrazie Rubensa (ok. 1622-25)

## Intrygi w rodzinie królewskiej i wygnanie
Z Blois Maria zdołała zbiec po prawie dwóch latach, 22 lutego 1619. Przyłączyła się do opozycji arystokratycznej i usiłowała wraz z młodszym synem – Gastonem Orleańskim odzyskać wpływ na rządy w królestwie. Było to o tyle prawdopodobne, że Ludwik XIII nie cieszył się dobrym zdrowiem, a jego niezbyt udane małżeństwo pozostawało bezdzietne. Mediacji między królową a jej synem podjął się dawny protegowany Marii i Conciniego – Armand-Jean du Plessis, od 1622 kardynał Richelieu. Dzięki temu doszło do zgody w rodzinie królewskiej.
Maria najpierw osiadła w Angers, gdzie pozwolono jej zorganizować skromny dwór. Natomiast w roku 1621 powróciła do Rady Królewskiej. Słaby charakter króla stwarzał wciąż pole do intryg dworskich, w których poszczególni członkowie rodziny i dworu usiłowali wywrzeć na Ludwika jak największy wpływ. Gdy z czasem pierwsze miejsce u boku króla począł zajmować kardynał Richelieu, Maria postanowiła usunąć swego dawnego podopiecznego.
Podczas choroby Ludwika w roku 1630 doszło do nowego spisku – w razie śmierci bezdzietnego króla władzę chciał przejąć jego młodszy brat. Królowa kazała wybrać synowi między nią i kardynałem. Ludwik odprawił Richelieu tylko po to, by następnego dnia go sprowadzić z powrotem. Miało to miejsce 11 listopada 1630 roku – był to tak zwany dzień oszukanych (fr. Journée des dupes). Od tej pory pozycja kardynała była już niepodważalna. Królowa została wygnana do Compiègne, skąd w 1631  roku uciekła do Brukseli, a w 1638 roku udała się do Amsterdamu. Ostatnie lata życia spędziła na wygnaniu, do końca intrygując przeciw kardynałowi Richelieu, którego obarczała winą za odsunięcie od syna. Zmarła w Kolonii w roku 1642.

## Potomstwo

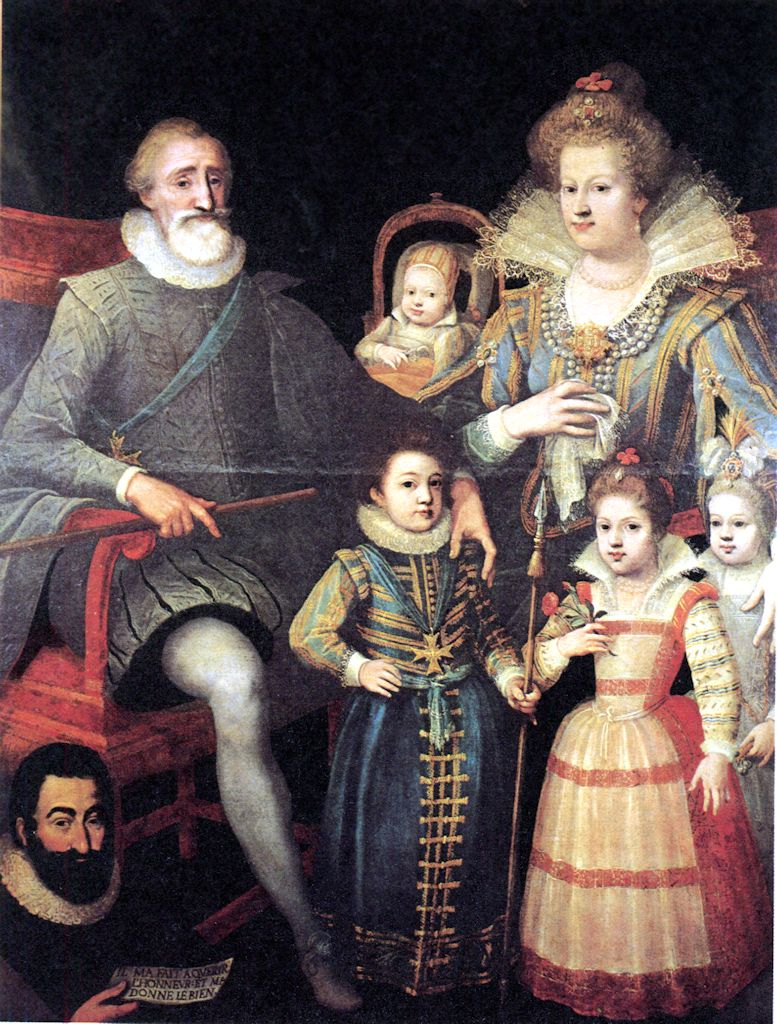
Król Henryk IV wraz z Marią i dziećmi

1. Ludwik XIII (1601–1643), król Francji, mąż Anny Austriaczki,
2. Elżbieta Francuska (1602–1644), królowa Hiszpanii, żona Filipa IV Habsburga,
3. Krystyna Maria Francuska (1606–1663), księżna Sabaudii, żona Wiktora Amadeusza I,
4. Mikołaj Henryk (1607–1611), książę Orleanu,
5. Gaston (1608–1660), książę Orleanu, mąż (1) Marii Burbon-Montpensier (2) Małgorzaty Lotaryńskiej,
6. Henrietta Maria Francuska (1609–1669), królowa Anglii, żona Karola I Stuarta.

## Przodkowie
|  |                            |  |  |  |  |  |  |  |  |  |  |  |  |
|  | Giovanni dalle Bande Nere  |  |  |  |  |  |  |  |  |  |  |  |  |
|  |                            |  |  |  |  |  |  |  |  |  |  |  |  |
|  |                            |  |  |  |  |  |  |  |  |  |  |  |  |
|  | Cosimo I de' Medici        |  |  |  |  |  |  |  |  |  |  |  |  |
|  |                            |  |  |  |  |  |  |  |  |  |  |  |  |
|  |                            |  |  |  |  |  |  |  |  |  |  |  |  |
|  | Maria Salvati              |  |  |  |  |  |  |  |  |  |  |  |  |
|  |                            |  |  |  |  |  |  |  |  |  |  |  |  |
|  |                            |  |  |  |  |  |  |  |  |  |  |  |  |
|  | Francesco I de' Medici     |  |  |  |  |  |  |  |  |  |  |  |  |
|  |                            |  |  |  |  |  |  |  |  |  |  |  |  |
|  |                            |  |  |  |  |  |  |  |  |  |  |  |  |
|  |                            |  |  |  |  |  |  |  |  |  |  |  |  |
|  |                            |  |  |  |  |  |  |  |  |  |  |  |  |
|  |                            |  |  |  |  |  |  |  |  |  |  |  |  |
|  | Eleonora z Toledo          |  |  |  |  |  |  |  |  |  |  |  |  |
|  |                            |  |  |  |  |  |  |  |  |  |  |  |  |
|  |                            |  |  |  |  |  |  |  |  |  |  |  |  |
|  |                            |  |  |  |  |  |  |  |  |  |  |  |  |
|  |                            |  |  |  |  |  |  |  |  |  |  |  |  |
|  |                            |  |  |  |  |  |  |  |  |  |  |  |  |
|  | Maria Medycejska           |  |  |  |  |  |  |  |  |  |  |  |  |
|  |                            |  |  |  |  |  |  |  |  |  |  |  |  |
|  |                            |  |  |  |  |  |  |  |  |  |  |  |  |
|  | Filip I Piękny             |  |  |  |  |  |  |  |  |  |  |  |  |
|  |                            |  |  |  |  |  |  |  |  |  |  |  |  |
|  |                            |  |  |  |  |  |  |  |  |  |  |  |  |
|  | Ferdynand I Habsburg       |  |  |  |  |  |  |  |  |  |  |  |  |
|  |                            |  |  |  |  |  |  |  |  |  |  |  |  |
|  |                            |  |  |  |  |  |  |  |  |  |  |  |  |
|  | Joanna Szalona             |  |  |  |  |  |  |  |  |  |  |  |  |
|  |                            |  |  |  |  |  |  |  |  |  |  |  |  |
|  |                            |  |  |  |  |  |  |  |  |  |  |  |  |
|  | Joanna Habsburg            |  |  |  |  |  |  |  |  |  |  |  |  |
|  |                            |  |  |  |  |  |  |  |  |  |  |  |  |
|  |                            |  |  |  |  |  |  |  |  |  |  |  |  |
|  | Władysław II Jagiellończyk |  |  |  |  |  |  |  |  |  |  |  |  |
|  |                            |  |  |  |  |  |  |  |  |  |  |  |  |
|  |                            |  |  |  |  |  |  |  |  |  |  |  |  |
|  | Anna Jagiellonka           |  |  |  |  |  |  |  |  |  |  |  |  |
|  |                            |  |  |  |  |  |  |  |  |  |  |  |  |
|  |                            |  |  |  |  |  |  |  |  |  |  |  |  |
|  | Anna de Foix-Candale       |  |  |  |  |  |  |  |  |  |  |  |  |
|  |                            |  |  |  |  |  |  |  |  |  |  |  |  |
|  |                            |  |  |  |  |  |  |  |  |  |  |  |  |